# آنیلا میشچیکوونا
آنیلا میشچیکوونا (لهستانی: Aniela Miszczykówna؛ زادهٔ ۱۱ مارس ۱۹۰۳–۲۰ فوریه ۱۹۸۳) بازیگر و رقصندهٔ اهل لهستان بود.
از فیلم‌هایی که وی در آن‌ها نقش داشته است، می‌توان به پان تفاردوفسکی و الفبای عشق اشاره نمود.